# Verkehrsgesellschaft Untermain

Aktuelles Logo von DB Untermainbus

Altes Logo von DB Untermainbus

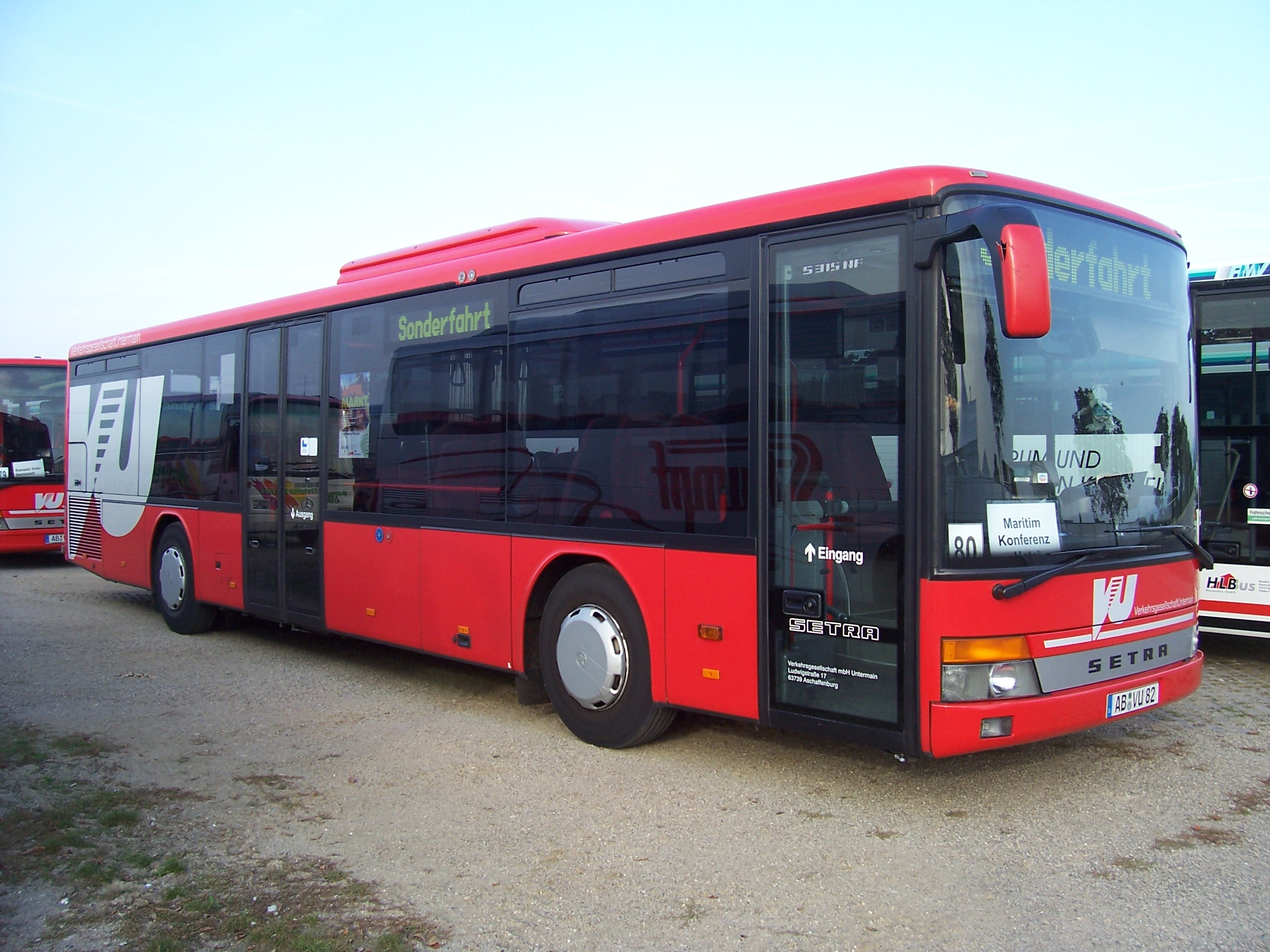
Setra S 315 NF

## Geschichte

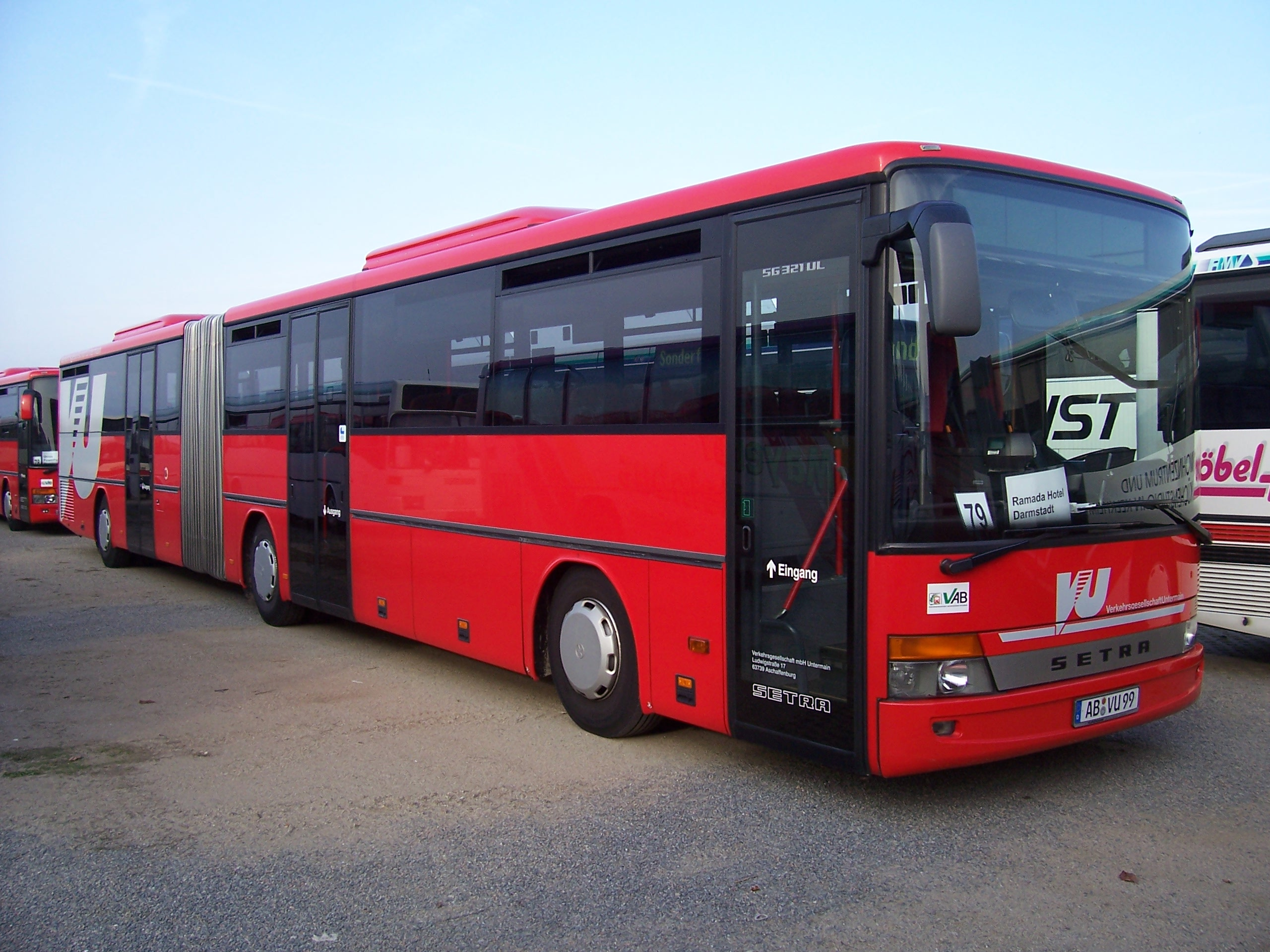
Setra Gelenkbus von DB Untermainbus (2006)

Die Verkehrsgesellschaft mbH Untermain (DB Untermainbus) ist ein Verkehrsunternehmen des öffentlichen Nahverkehrs. Sie ist 1990 aus einer regionalen Bahnbus-Gesellschaft entstanden und ein Tochterunternehmen von DB Regio.
Das heutige Verkehrsgebiet ist die Region Bayerischer Untermain, jedoch umfasste es vor dem 1. Januar 2006 auch große Teile des südlichen Hessens im Rhein-Main-Verkehrsverbund (RMV). Der hessische Unternehmensteil wurde jedoch aufgrund von massiven Leistungsverlusten durch Ausschreibungen im Bereich ÖPNV von der Regionalverkehr Kurhessen GmbH (RKH) übernommen, während der bayerische Teil unabhängig erhalten blieb. Der Sitz des Rest-Unternehmens wurde von Frankfurt am Main ins bayerische Aschaffenburg verlegt. Etwa 14,1 Millionen Fahrgäste werden jährlich von der Verkehrsgesellschaft befördert.

## Struktur
- Zentrale in  Ingolstadt
- Niederlassung, Sitz Aschaffenburg
  - Betrieb Aschaffenburg

## Linienverzeichnis
- 40 Aschaffenburg Hauptbahnhof/Rob – Haibach – Straßbessenbach – Oberbessenbach – Mespelbrunn – Dammbach
- 41 Aschaffenburg Hauptbahnhof/Rob – Haibach – Straßbessenbach – Bessenbach – Keilberg – Hösbach Bahnhof
- 42 Aschaffenburg Hauptbahnhof/Rob – Goldbach – Hösbach – Hösbach Bahnhof – Waldaschaff – Weibersbrunn
- 43 Aschaffenburg Hauptbahnhof/Rob – Schmerlenbach – Hösbach Bahnhof – Waldaschaff – Rothenbuch (– Weibersbrunn)
- 44 Aschaffenburg Hauptbahnhof/Rob – Goldbach – Hösbach – Laufach – Hain
- 45 Aschaffenburg Hauptbahnhof/Rob – Goldbach – Hösbach Bahnhof – Sailauf – Eichenberg – Blankenbach – Krombach
- 47 Wochenendverkehr Hochspessart (nur samstags, sonn- und feiertags)
- 50 Aschaffenburg Hauptbahnhof/Rob – Mainaschaff – Kleinostheim – Kahl
- 53 Aschaffenburg Hauptbahnhof/Rob – Großostheim – Ringheim – Schaafheim – Babenhausen
- 54 Aschaffenburg Hauptbahnhof/Rob – Großostheim – Pflaumheim – Schaafheim – Babenhausen
- 55 Aschaffenburg Hauptbahnhof/Rob – Großostheim – Mömlingen – Obernburg – OBB Elsenfeld
- 56 Großostheim – Niedernberg – Sulzbach
- 60 Aschaffenburg Hauptbahnhof/Rob – Niedernberg – Obernburg – OBB Elsenfeld
- 61 Aschaffenburg Hauptbahnhof/Rob – Sulzbach – Kleinwallstadt – OBB Elsenfeld
- 62 Aschaffenburg Hauptbahnhof/Rob – Leidersbach – Hausen – OBB Elsenfeld
- 62A Roßbach – Volkersbrunn
- 63 Aschaffenburg Hauptbahnhof – Gailbach – Soden – Sulzbach – Dornau
- 64 OBB Elsenfeld – Eschau – Neuhammer
- 65 Streit – Meschenhard – Erlenbach
- 66 OBB Elsenfeld – Erlenbach – Klingenberg – Mönchberg
- 67 Klingenberg – Wörth am Main – Haingrund – Seckmauern
- 68 OBB Elsenfeld – Obernburg – Eisenbach – Mömlingen
- 69 OBB Elsenfeld – Eichelsbach – Eschau – Streit – Rück – OBB Elsenfeld
- 80 Miltenberg – Großheubach – Miltenberg
- 81 Miltenberg – Großheubach – Mönchberg – Eschau – Erlenbach
- 82 Miltenberg – Bürgstadt – Miltenberg
- 83 Miltenberg – Eichenbühl – Miltenberg
- 84 Miltenberg – Weilbach – Amorbach – Kirchzell
- 84.1 Amorbach – Neudorf – Reichartshausen
- 84.2 Amorbach – Boxbrunn – Beuchen
- 84.3 Amorbach – Schneeberg – Zittenfelden – Hambrunn
- 84.4 Amorbach – Weilbach – Weckbach – Gönz
- 84.5 Amorbach – Kirchzell – Buch – Preunschen – Mudau
- 85 Miltenberg – Kleinheubach – Rüdenau
- 85.1 Kleinheubach – Laudenbach/Rüdenau – Kleinheubach
- 86 Schneeberg – Kirchzell – Amorbach – Elsenfeld Glanzstoffwerke
- 87 Miltenberg – Wenschdorf – Monbrunn – Schippach – Berndiel
- 88 Stadtverkehr Miltenberg
- 89 Amorbach – Schneeberg – Amorbach
- 90 Miltenberg – Stadtprozelten – Wertheim (als Linie 8070 weiter Richtung Würzburg)
- 91 Dammbach – Eschau – Altenbuch – Stadtprozelten – Wertheim
- 93 Miltenberg – Eichenbühl – Neunkirchen – Heppdiel

## Fuhrpark
Mit Stand April 2025 besteht der Fuhrpark der Verkehrsgesellschaft Untermain aus 43 Bussen folgender Typen:
| Hersteller    | Typ                           | Anzahl |
| ------------- | ----------------------------- | ------ |
| MAN           | Lion's City Ü                 | 19     |
| MAN           | Lion's City L LE              | 01     |
| MAN           | Lion's City 12 Hybrid         | 06     |
| MAN           | Lion's City G                 | 05     |
| Mercedes-Benz | Citaro GÜ C2                  | 01     |
| Mercedes-Benz | O 530 Citaro Ü II „Facelift“  | 01     |
| Mercedes-Benz | O 530 Citaro LE II „Facelift“ | 02     |
| Mercedes-Benz | Citaro Ü C2                   | 05     |
| Setra         | S 415 NF                      | 01     |
| Setra         | S 418 LE business             | 02     |
| Gesamt        |                               | 43     |